# Wilhelmův výkřik
Wilhelmův výkřik (anglicky Wilhelm scream) je filmový předem nahraný zvukový efekt, který pochází z amerického filmu Distant Drums z roku 1951. Jedná se o srdcervoucí výkřik, jenž je obvykle používán, když je někdo postřelen, padá z velké výšky či je odhozen následkem exploze. Roku 2021 National Science and Media Museum uvedlo, že byl do té doby použit ve více než 400 filmech, takže se jedná o nejčastěji používaný zvukový efekt v historii kinematografie.

## Původ a historie
Wilhelmův výkřik byl poprvé použit roku 1951 v americkém westernu Distant Drums ve scéně, kdy vojáci prchají před Seminoly bažinou a jeden z nich je kousnut a stažen do hlubin aligátorem. Původní výkřik byl pravděpodobně nahrán americkým hercem a zpěvákem Shebem Wooleym, který ve filmu ztvárnil menší roli.
Zvuk je pojmenován po vojínu Wilhelmovi, postavě z westernu The Charge at Feather River (1953).
Jelikož vytváření nových zvukových efektů bylo tehdy drahé, výkřik byl v následujících letech použit v několika dalších filmech. Obrovské popularity ovšem dosáhl roku 1977, kdy byl zvukovým designérem Benem Burttem zařazen do sci-fi filmu Hvězdné války. Jedná se o scénu, v níž Luke Skywalker střelí Stormtroopera, který následně přepadne přes římsu a během pádu vykřikne. Od té doby se objevil v prvních sedmi epizodách této franšízy, všech dílech Indiana Jonese a mnoha dalších filmech.

## Výběr použití

### Hrané filmy

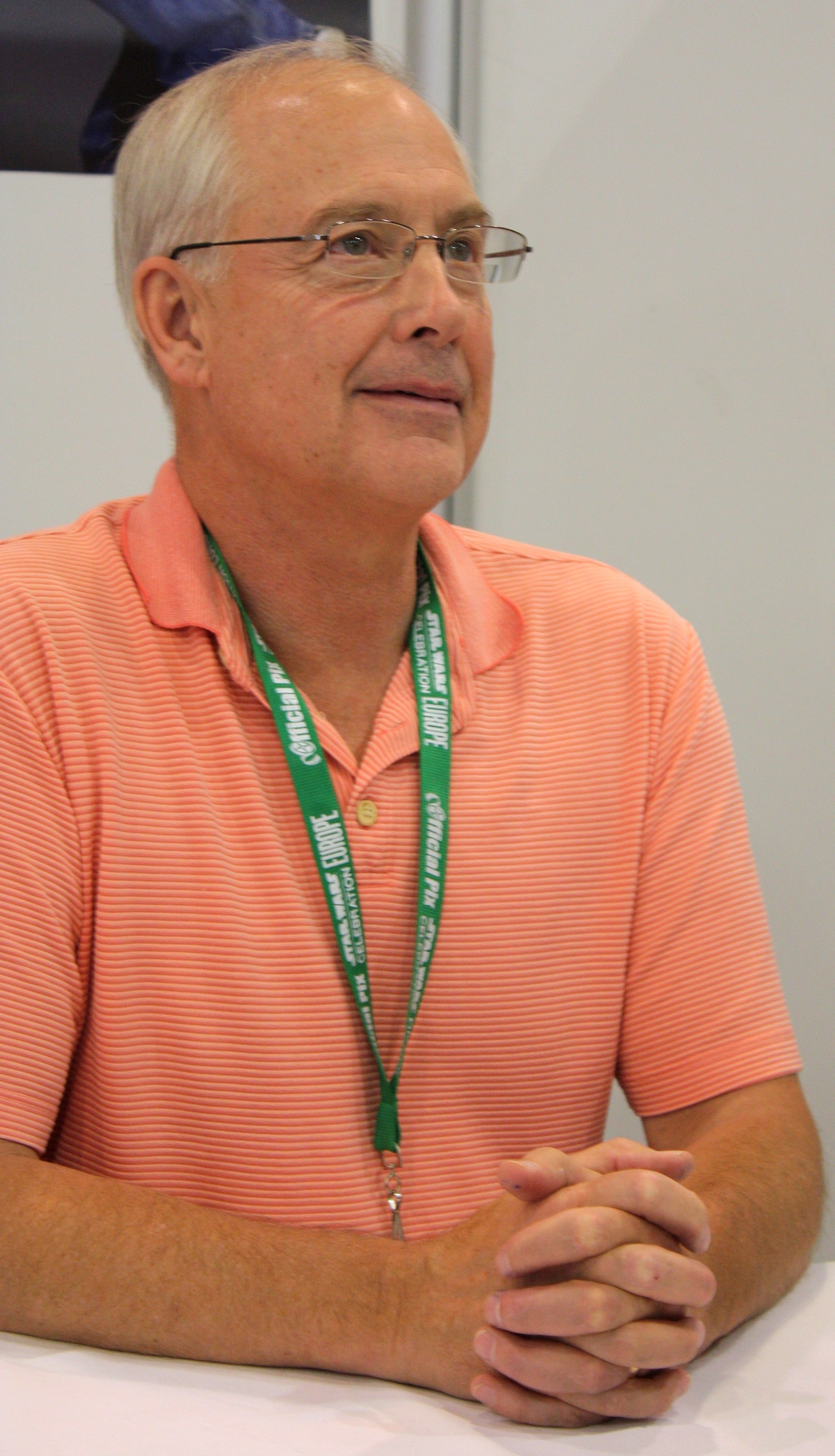
Ben Burtt – člověk zodpovědný za popularizaci Wilhelmova výkřiku

Wilhelm Scream se objevil téměř ve všech filmech, na kterých Burtt pracoval, stal se ovšem také oblíbenou pomůckou režisérů Stevena Spielberga, George Lucase či Petera Jacksona a Quentina Tarantina. Kromě níže uvedených děl lze výkřik zaslechnout i v populárních franšízách, jako např. Marvel Cinematic Universe, Transformers či Hobit.
- Star Wars: epizoda I, II, III, IV, V, VI, VII
- Indiana Jonese (franšíza)
- Divoká banda (1969)
- Poltergeist (1982)
- Gremlins (1984)
- Willow (1988)
- Gauneři (1992)
- Batman se vrací (1992)
- Smrtonosná past 3 (1995)
- Operace: Zlomený šíp (1996)
- Titanic (1997)
- Smrtonosná zbraň 4 (1998)
- Pátý element (1997)
- Majestic (2001)
- Planeta opic (2001)
- Pán prstenů: Dvě věže (2002)
- Piráti z Karibiku: Prokletí Černé perly (2003)
- Kill Bill (2003)
- Slzy slunce (2003)
- Trója (2004)
- Zprávař: Příběh Rona Burgundyho (2004)
- Hellboy (2004)
- King Kong (2005)
- Sin City – město hříchu (2005)
- Království nebeské (2005)
- 16 bloků (2006)
- Mlha (2007)
- 30 dní dlouhá noc (2007)
- Juno (2008)
- Tropická bouře (2008)
- Hancock (2008)
- Avatar (2009)
- Hanebný pancharti (2009)
- Proroctví (2009)
- Tron: Legacy 3D (2010)
- Zátah: Vykoupení (2011)
- Paul (2011)
- Pan Popper a jeho tučňáci (2011)
- Nespoutaný Django (2012)
- 21 Jump Street  (2012)
- Muž z oceli (2013)
- Hacksaw Ridge: Zrození hrdiny (2016)
- Warcraft: První střet (2016)
- Deadpool 2 (2018)
- Tenkrát v Hollywoodu (2019)
- Free Guy (2021)

### Animované filmy
Tento zvukový efekt se těší oblibě i u tvůrců animovaných filmů.
- Kráska a zvíře (1991)
- Aladin (1992)
- Toy Story: Příběh hraček (1995)
- Herkules (1997)
- Doba ledová (2002)
- Úžasňákovi (2004)
- Madagaskar (2005)
- Auta (franšíza)
- Spláchnutej (2006)
- Za plotem (2006)
- Kung Fu Panda (2008)
- Vzhůru do oblak (2009)
- Zataženo, občas trakaře (2009)
- Monstra vs. Vetřelci (2009)
- Já, padouch (2010)
- Univerzita pro příšerky (2013)
- Tajný život mazlíčků (2016)
- Buchty a klobásy (2016)
- Zpívej (2016)

### Seriály
- Simpsonovi
- Akta X
- Griffinovi
- Spongebob v kalhotách
- Futurama
- Perníkový táta
- Bylo, nebylo
- Hra o trůny
- Banda
- Papírový dům
- Pravěk útočí

### Videohry
Wilhelmův výkřik se osvědčil i u vývojářů videoher.
- Grand Theft Auto (franšíza)
- Red Dead Redemption (2010)
- Mass Effect 2 (2010)
- Zaklínač 3: Divoký hon (2015)
- Mafia: Definitive Edition (2020)
- Baldur's Gate 3 (2023)